# Sázand megye
Sázand megye (perzsául: شهرستان شازند) Irán Markazi tartományának délnyugati megyéje az ország középső, nyugati részén. Északon Hondáb megye, keleten Arák megye, délkeletről Homejn megye délről, délnyugatról, nyugatról Loresztán tartomány határolja. Székhelye a 19 000 fős Sázand városa. Második legnagyobb városa a 6900 fős Ásztáne. További városai: Mohádzserán, Hendudur, Ture, Sahbáz. A megye lakossága 118 789 fő. A megye négy további kerületre oszlik: Központi kerület, Záliján kerület, Szarband kerület és Kare Kahriz kerület.

## Fordítás
- Ez a szócikk részben vagy egészben  a   Shazand County című angol Wikipédia-szócikk ezen változatának fordításán alapul.  Az eredeti cikk szerkesztőit annak laptörténete sorolja fel. Ez a jelzés csupán a megfogalmazás eredetét és a szerzői jogokat jelzi, nem szolgál a cikkben szereplő információk forrásmegjelöléseként.